# Christopher Buckley
Christopher Taylor Buckley (ur. 28 września 1952 w Nowym Jorku) – amerykański pisarz i satyryk. Jego powieść Thank You For Smoking została w 2005 zekranizowana pt. Dziękujemy za palenie. Pisarz jest synem konserwatywnego publicysty Williama Buckleya.